# トップス (衣服)

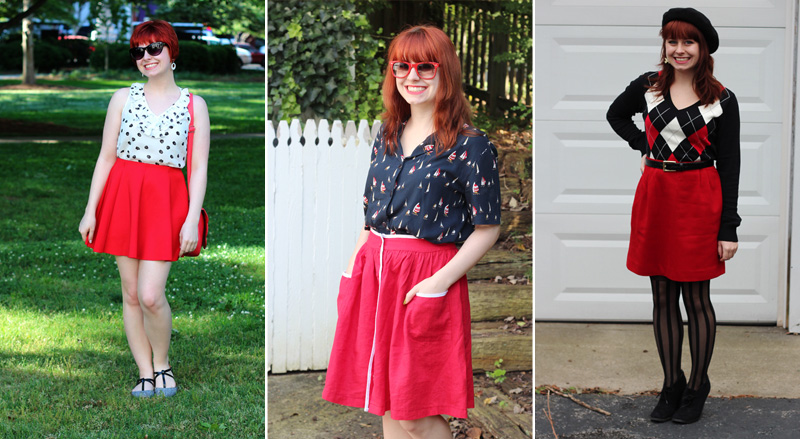
ボトムスの赤いスカートに組み合わせた以下のアイテムがそれぞれトップスに相当する。
（左）白地のカットソー
（中）紺地のブラウス
（右）アーガイル柄のニット

トップス（top、複数形: tops）は、上半身に着る衣服である。日本語の「上衣（じょうい）」に相当する。対義語は「ボトムス」。
スーツのような上下セットの衣類やワンピースのような上下一続きの衣類でも、上半身部分をトップと呼ぶ。
男性の場合、特にニットウェアやカジュアルウェア類などをさす。
なお、一部の人が間違って「上着（うわぎ）」と混同するが、上着のほうは外側に着用する衣服のことであり、別概念である。

## トップスの種類
トップスに分類される服の一部を以下に記す。
- シャツ
- カットソー
- ジャケット
- セーター
- カーディガン
- チュニック
- クロップ（英語版） - 正式名称は「クロップド・トップス」。身頃をウエストや胸の辺りで切り落とした短い丈のデザインが特徴

## 参考資料
- 田中千代『田中千代　服飾辞典』 新増補第2刷、同文書院、1982年3月。